# Fadama
Fadama ist ein Dorf in der Landgemeinde Guéchémé in Niger.

## Geographie
Fadama liegt rund 15 Kilometer nördlich des Gemeindehauptorts Guéchémé. Die Gemeinde gehört zum Departement Tibiri in der Region Dosso. Der Departementshauptort Tibiri befindet sich etwa 13 Kilometer nordöstlich und die Regionalhauptstadt Dosso etwa 76 Kilometer westlich von Fadama.
Fadama ist Teil der Übergangszone zwischen Sahel und Sudan. Die durchschnittliche jährliche Niederschlagshöhe beträgt hier zwischen 500 und 600 mm. Das Dorf liegt auf 230 m über dem Meeresspiegel am Westufer des großen, periodisch wasserführenden Trockentals Dallol Maouri. Fadama wird häufig von Überschwemmungen heimgesucht. Der Rückgang der Pflanzendecke durch Übernutzung führte dazu, dass das Dorf von Erosion durch Wind und Wasser betroffen ist. Der Ortsname stammt aus der Sprache Hausa, in der fadama allgemein ein Schwemmland bezeichnet, das für Trockenfeldbau geeignet ist.

## Geschichte

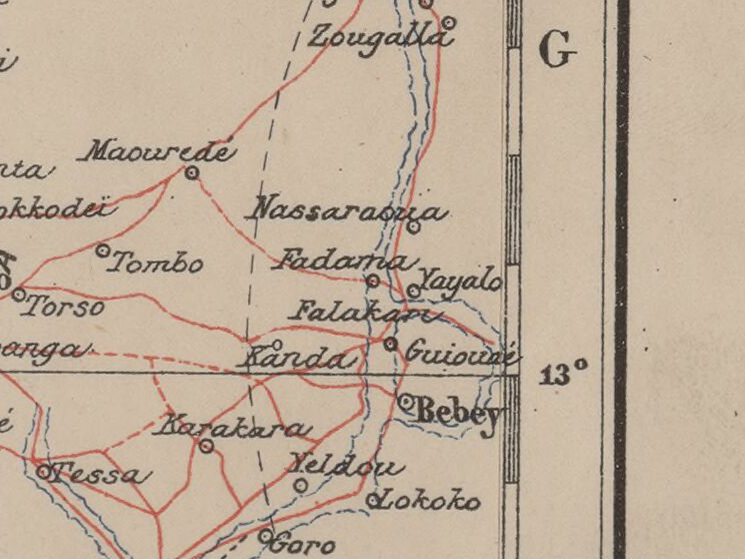
Ausschnitt einer Karte von 1903 mit Fadama im Zentrum

Im Dürrejahr 1984 nahm Fadama für fünf Monate Viehzüchter aus dem Dorf Iskimit auf. In Fadama gab es im Zeitraum von 2011 bis 2016 fünf Dürrejahre. Im selben Zeitraum war der Ort dreimal von Überschwemmungen betroffen.

## Bevölkerung
Bei der Volkszählung 2012 hatte Fadama 3603 Einwohner, die in 565 Haushalten lebten. Bei der Volkszählung 2001 betrug die Einwohnerzahl 2768 in 342 Haushalten und bei der Volkszählung 1988 belief sich die Einwohnerzahl auf 3832 in 557 Haushalten.

## Kultur und Sehenswürdigkeiten
Im Dorf steht eine Moschee.

## Wirtschaft und Infrastruktur
In Fadama wird ein Wochenmarkt abgehalten. Der Markttag ist Samstag. Er zählt neben jenen in den Dörfern Boyé-Boyé und Lido zu den drei bedeutendsten Wochenmärkten in der Gemeinde. Hier wird mit Vieh gehandelt, es gibt einen eigenen Bereich für Schlachtungen. Für die Viehwirtschaft besteht außerdem eine Impfstation. Die Bevölkerung kultiviert Zuckerrohr. Für den Gemüseanbau stehen etwa 150 Hektar Land zur Verfügung. Es werden jeweils mehrere tausend Rinder, Schafe und Ziegen gehalten.
Es gibt zwei Grundschulen und den CEG Fadama, eine Schule der Sekundarstufe des Typs Collège d’Enseignement Général. Mit einem Centre de Santé Intégré (CSI) ist ein Gesundheitszentrum vorhanden.
Durch Fadama verläuft die 29 Kilometer lange Landstraße RR3-011 zwischen Angoual Marafa und Douméga.

## Persönlichkeiten
- Joseph Diatta (1948–2020), Diplomat